# Brasão da Paraíba
O Brasão da Paraíba é o emblema heráldico e um dos símbolos oficias do estado brasileiro da Paraíba. Foi adotado durante a gestão do presidente estadual (hoje governador) Castro Pinto (1912-1915).

## Descrição heráldica
É formado por quatro ângulos (três na parte superior e um na parte inferior). As estrelas contidas respeitam a divisão administrativa do estado. No alto, há uma estrela de tamanho maior de cinco pontas e com um círculo em sua parte central. No interior desse círculo há um barrete frígio, que significa "liberdade". No meio do brasão, há um escudo com um desenho de homem guiando um rebanho, que representa o sertão, e um sol ao amanhecer, representando o litoral. À direita desse escudo, há o desenho de um ramo de algodão e, à esquerda, uma rama de cana-de-açúcar. Na parte inferior do brasão, há um laço que "prende" os ramos de algodão e cana-de-açúcar e, dentro dele, uma inscrição mostrando a data de fundação da Paraíba: 5 de agosto de 1585.
A faixa governamental da Paraíba tem o brasão no fronte.

## Brasões anteriores

### Colônia
Durante o domínio Holandês do Nordeste, o governo do então Conde Maurício de Nassau organizou e concedeu brasões às capitanias e câmaras de justiça em 1638. Para a capitania de Pernambuco foi concedido um brasão assim descrito:

Parahyba tem seis pães de assucar, porque ali se fabrica excellente assuacar, ou bem porque depois da conquista dos seus engenhos pelo nosso governo é que começou a prosperar

Acima do escudo um exemplar da coroa alusiva ao domínio holandês, e circundado por uma grinalda de flores e frutos de laranjeira - uma clara referência à Casa de Orange-Nassau de importante papel político na vida política dos República das Sete Províncias Unidas dos Países Baixos.

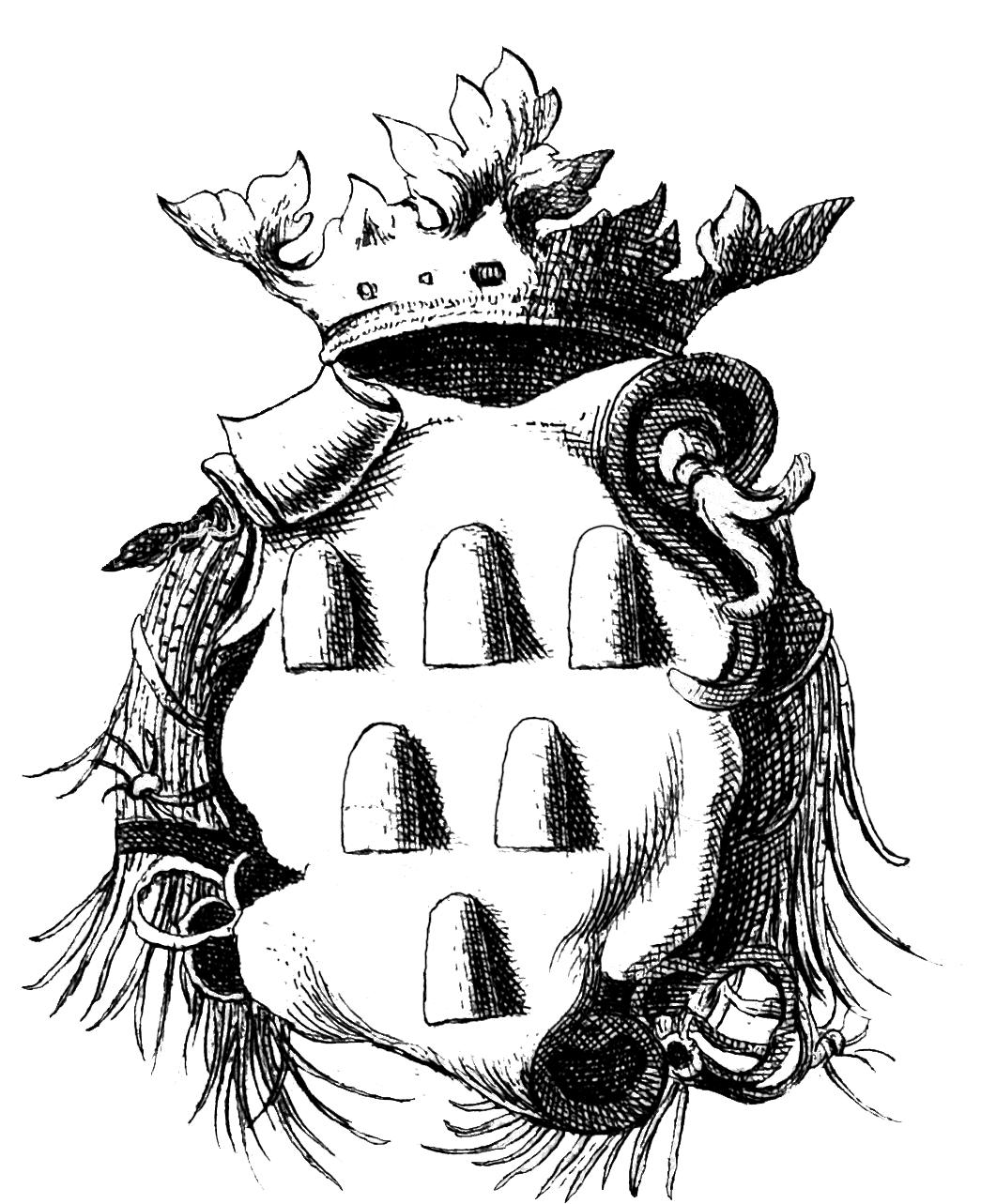
Brasão da Capitania da Paraíba, como apresentado na obra Rerum per octennium in Brasilia, de Gaspar Barléu.
Brasão da Capitania da  durante o domínio Holandês
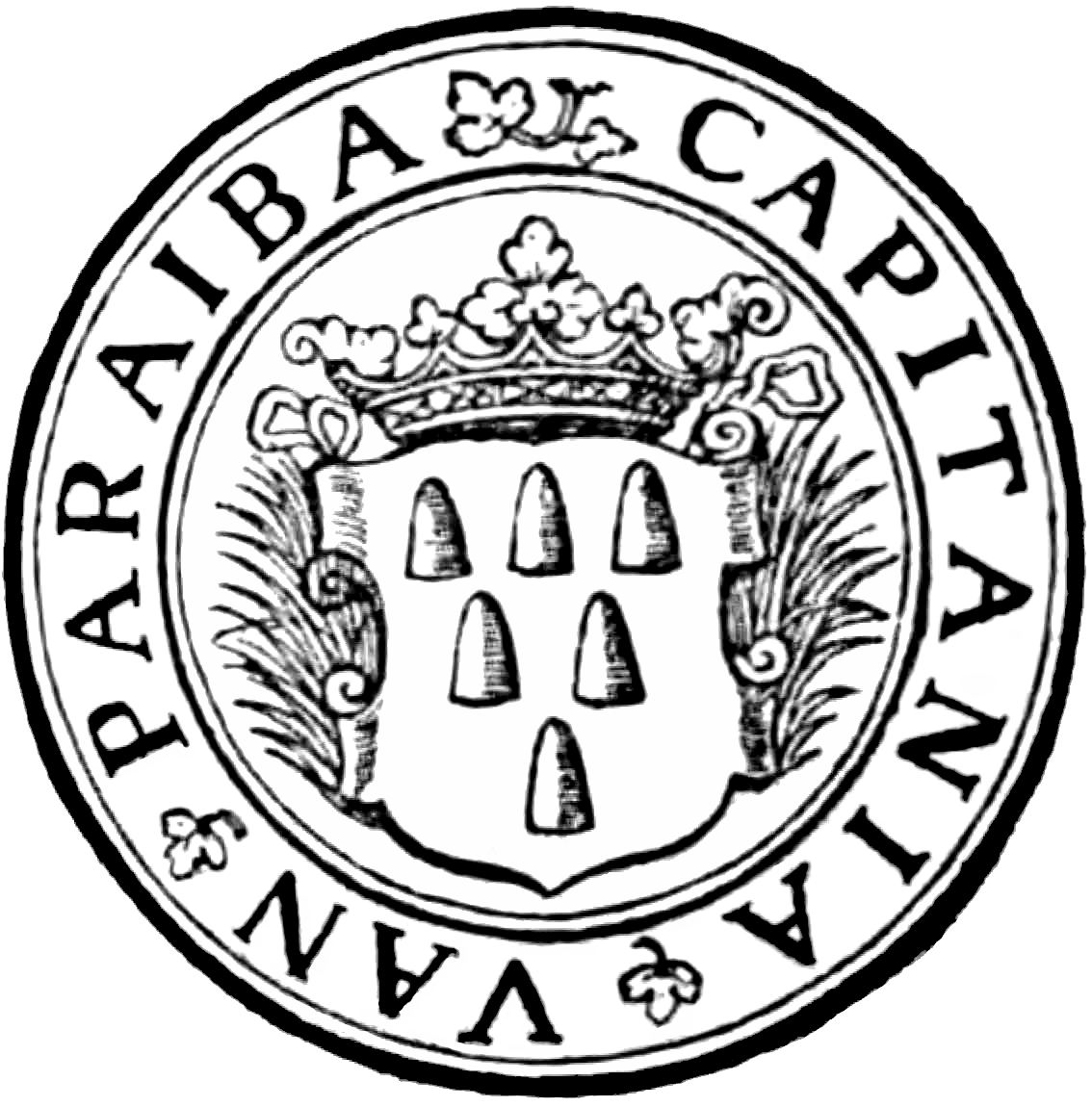
Selo da Capitania da Paraíba, durante o domínio Holandês.

Não é possivel determinar com os metais ou tinturas dos brasões de armas do Brasil Holandês, pois as gravuras não apresentam os indicativos de esmaltes por meio pontuados ou fundos convencionais da heráldica. Em alguns exemplares da edição princeps da obra Rerum per octennium in Brasilia de Gaspar Barléu apresentam os escudos coloridos em aquarela, mas, de modo, arbitrario e, por vezes, em flagrante contravenção das regras heráldicas. No exemplar dessa obra disponível na Biblioteca Nacional do Brasil, o escudo da Paraíba aparece em blau (azul), com os pães de açúcar em ouro.